# 到发线
到发线又稱到開線，是指铁路车站专门办理列车到达与出发作业的路线。到发线与正线都能接发列车。